# Noël Sciortino
Noël Sciortino (Tunisi, 25 dicembre 1971) è un ex giocatore di beach soccer ed ex calciatore francese, campione del mondo con la nazionale francese di beach soccer nel 2005.

## Carriera
Nel 2005 e nel 2006 Sciortino è stato incluso nella lista dei giocatori selezionati dal commissario tecnico Cantona per partecipare alla Coppa del Mondo di beach soccer.